# 里克·纳什
里克·纳什（英語：Rick Nash，1984年6月16日—），加拿大男子冰球运动员。他曾代表加拿大国家队参加2006年、2010年和2014年冬季奥林匹克运动会冰球比赛，获得二枚金牌。